# Eugène Gley

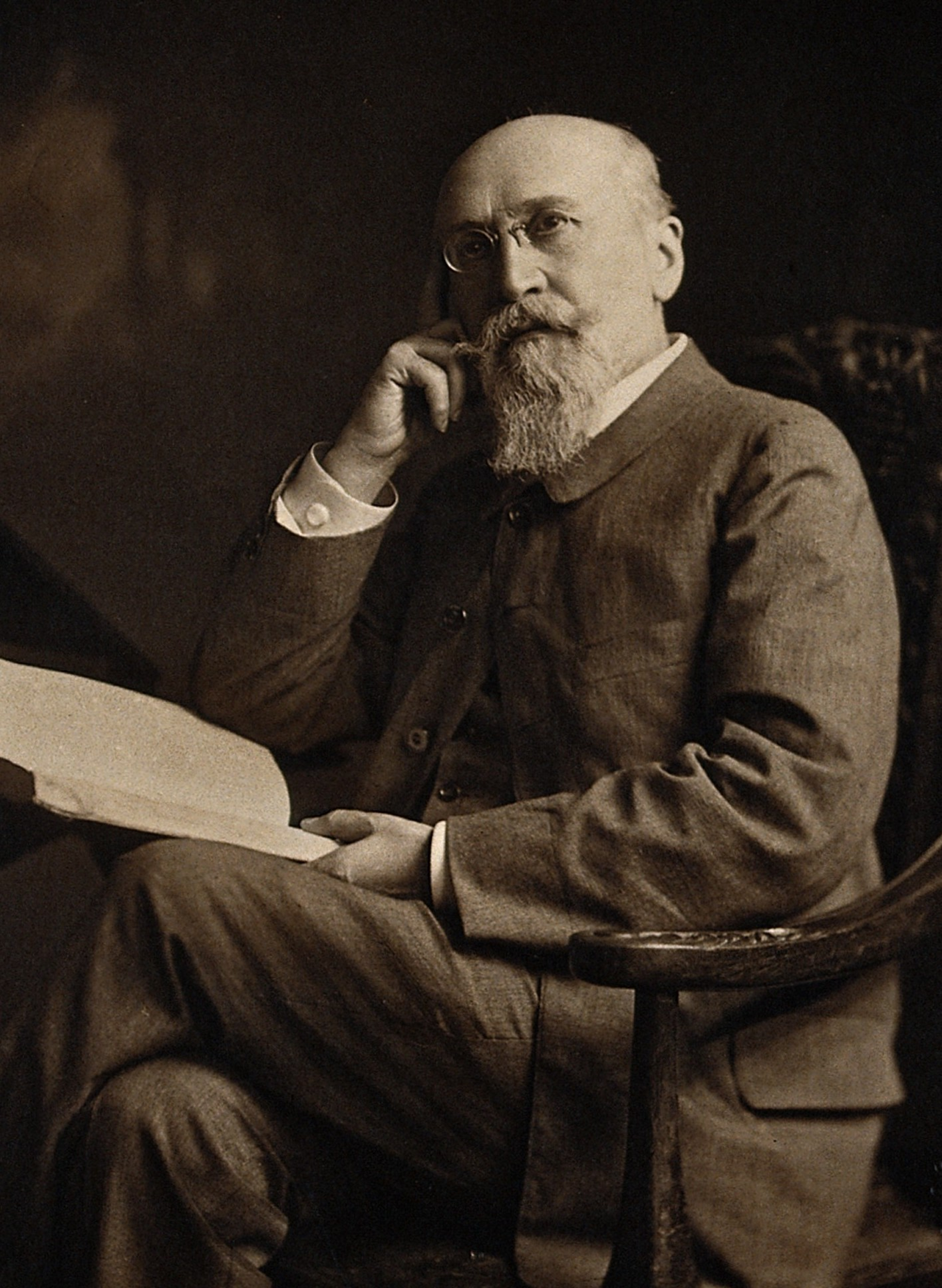

Marcel Eugène Émile Gley, född 1857 i Épinal, departementet Vosges, död 1930, var en fransk fysiolog.
Gley var professor vid Collège de France i Paris. Hans grundläggande arbeten, som gjorde honom till en av sin tids ledande fysiologer, avhandlar de inre sekretoriska körtlarna. Han visade redan på 1890-talet bisköldkörtelns livsviktiga funktion, och mycket av kännedomen om sköldkörtels fysiologi och patologi baserar sig på Gleys arbeten. Även rörande binjurarna och dessas intima relation med nervsystemet, könskörtlarna, bukspottskörteln, leverns och blodets fysiologi utförde Gley viktiga undersökningar. Han invaldes 1928 som utländsk ledamot av svenska Vetenskapsakademien.